# Павлинов, Владимир Александрович
Влади́мир Алекса́ндрович Павли́нов (6 августа 1937 — 18 декабря 2013) — советский и российский дипломат. Чрезвычайный и полномочный посол России в Республике Кипр (1999—2003). Чрезвычайный и полномочный посланник 2 класса (1994).

## Биография
Окончил МГИМО (1964) и высшие дипломатические курсы при Дипломатической академии МИД России (1999). На дипломатической работе с 1964 года. 
- В 1986—1988 годах — заведующий сектором Отдела по вопросам мирного использования ядерной энергии и космоса МИД СССР.
- В 1988—1989 годах — советник секретариата Межведомственной комиссии при МИД СССР по нераспространению ядерного оружия МИД СССР.
- В 1989—1991 годах — заместитель начальника Управления по вопросам международного научно-технического сотрудничества МИД СССР.
- В 1991—1994 годах — советник Постоянного представительства СССР/России при международных организациях в Вене.
- В 1994—1997 годах — заместитель постоянного представителя России при международных организациях в Вене.
- В 1997—1999 годах — заместитель директора Департамента по вопросам безопасности и разоружения МИД России.
- С 31 декабря 1999 по 20 ноября 2003 года — чрезвычайный и полномочный посол России в Республике Кипр. Верительные грамоты вручены 23 марта 2000 года[1][2].

## Дипломатический ранг
- Чрезвычайный и полномочный посланник 2 класса (20 июня 1994)[3].

## Награды
- Медаль «Ветеран труда» (1988).
- Почётная грамота Президиума Верховного Совета РСФСР (1987).
- Почётная грамота МИД России (2002).

## Семья
Женат, имеет двух дочерей.